# تشن وان
تشن وان (بالإنجليزية: Zhen Luan)‏ (و. 535 – 566 م) هو رياضياتي، وعالم فلك
توفي عن عمر يناهز 31 عاماً.